# (4388) Jürgenstock
(4388) Jürgenstock ist ein Hauptgürtelasteroid der am 30. November 1964 vom Goethe-Link-Observatorium aus entdeckt wurde.
Der Asteroid wurde nach dem deutsch-venezolanischen Astronomen Jürgen Stock (1923–2004) benannt.